# Natàlids
Els natàlids (Natalidae) són una família de ratpenats que es troben des de Mèxic fins al Brasil, incloent-hi les illes del Carib.
Són insectívors.

## Taxonomia
Comprèn 3 gèneres i 10 espècies:
- Chilonatalus
  - Ratpenat d'orelles d'embut cubà (Chilonatalus micropus)
  - Ratpenat d'orelles d'embut de les Bahames (Chilonatalus tumidifrons)
- Natalus
  - N. jamaicensis
  - N. macrourus
  - N. mexicanus
  - Natalus major
  - Natalus primus
  - Ratpenat d'orelles d'embut mexicà (Natalus stramineus)
  - Ratpenat d'orelles d'embut de Curaçao (Natalus tumidirostris)
- Nyctiellus
  - Ratpenat d'orelles d'embut de Gervais (Nyctiellus lepidus)